# TVR News
TVR News — круглосуточный информационный телеканал Румынского телевидения, вещающий с 15 ноября 2012. Он заменил ранее существовавший информационный канал TVR Info, который работал с 31 декабря 2008 по 15 августа 2012. Стараниями международного информационного многоязычного канала Euronews Румынское телевидение сумело создать телеканал TVR News. В сетку вещания канала входят новости и спортивные сводки, прогнозы погоды, документальные фильмы и аналитические программы. Также выходят программы телеканалов DW-TV и Euronews с субтитрами или закадровым дубляжом на румынском языке.

## Программы
- Информационные: «Telejurnal matinal» (с рум. — «Утренний тележурнал»), «INFO+» (выпуск новостей каждый час), «INFO Sport», «INFO Expres», «INFO Business», «Tur de orizont» (с рум. — «Прогулки за горизонт»), «7 din 7» (рум. 7 на 7)
- Тележурналы: «Magazinul de știri» (с рум. — «Журнал новостей»), «Dezbaterile INFO +» (рум. Дебаты INFO+)
- Ток-шоу: «Foc încrucișat» (с рум. — «Перекрёстный огонь»), «De la + la infinit» (с рум. — «От и до бесконечности»)
- Международные новости: «Eurobox», «Atlas», «Lumea azi» (с рум. — «Мир сегодня»), «Mondo +», «Europa mea» (с рум. — «Моя Европа»), «+Europa»
- Спортивные новости: «Replay», «Sport 7»
- «No Comment» — специальный проект Euronews о событиях, к которым не требуются закадровые комментарии